# 횡성경찰서
횡성경찰서(橫城警察署, Hoengseong Police Station)는 강원특별자치도경찰청이 관할하는 경찰서 중 하나이다. 강원특별자치도 횡성군 일대를 관할한다. 강원특별자치도 횡성군 횡성읍 어사매로 78에 위치하고 있다.
서장은 총경으로 보한다.

## 기본 정보
- 주소: 강원특별자치도 횡성군 횡성읍 어사매로 78
- 우편번호: 25227

## 관할 파출소 및 지구대
| 명칭       | 사진 | 주소              | 관할구역 | 치안센터                  |
| ---------- | ---- | ----------------- | -------- | ------------------------- |
| 횡성지구대 |      | 횡성읍 횡성로 389 |          | 공근치안센터 신촌치안센터 |
| 둔내파출소 |      | 둔내면 둔내로 33  |          |                           |
| 우천파출소 |      | 우천면 수남로 390 |          |                           |
| 안흥파출소 |      | 안흥면 안흥로 41  |          | 강림치안센터              |
| 청일파출소 |      | 청일면 청정로 825 |          | 갑천치안센터              |
| 서원파출소 |      | 서원면 서원로 143 |          | 유현치안센터              |

## 같이 보기
- 강원특별자치도경찰청